# Guerra serbo-búlgara

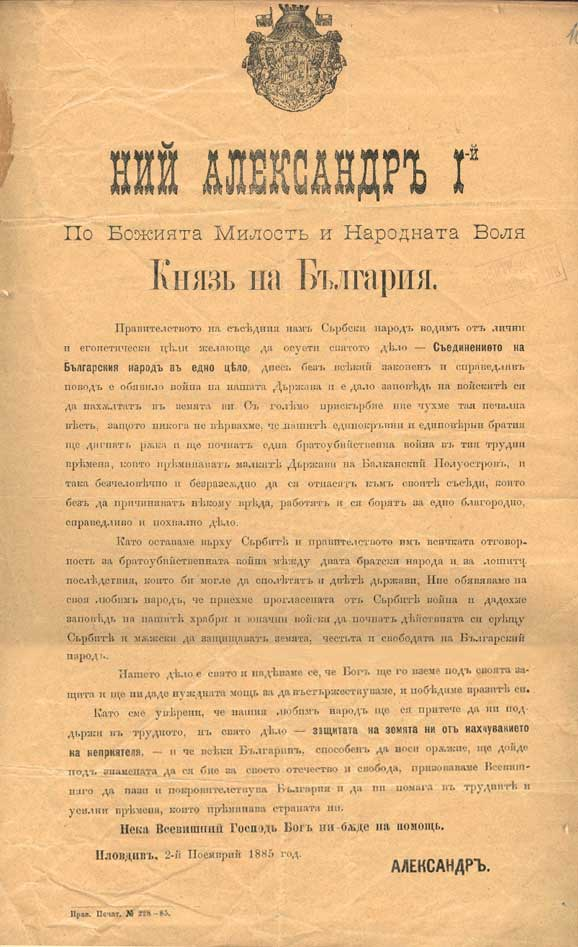
Manifest del kniaz Alexandre I de Bulgària on declara la guerra serbo-búlgara el 2 de novembre de 1885 (C. J.)

La Guerra Serbo-Búlgara (búlgar: Сръбско-българска война Srabsko-bàlgarska voina, serbi Српско-бугарски рат, Srpsko-bugarski rat) fou una guerra entre el Regne de Sèrbia i el Principat de Bulgària, que va esclatar el 14 de novembre [C.J. 2 de novembre] de 1885 i es perllongà fins al 28 de novembre [C.J. 16 de novembre] de 1885. La pau final es va signar 3 de març [C.J. 19 de febrer] de 1886 a Bucarest. Arran de la guerra, les potències europees van reconèixer l'acta d'unificació de Bulgària, que es va produir el 18 de setembre [C.J. 6 de setembre] de 1885.

## Rerefons

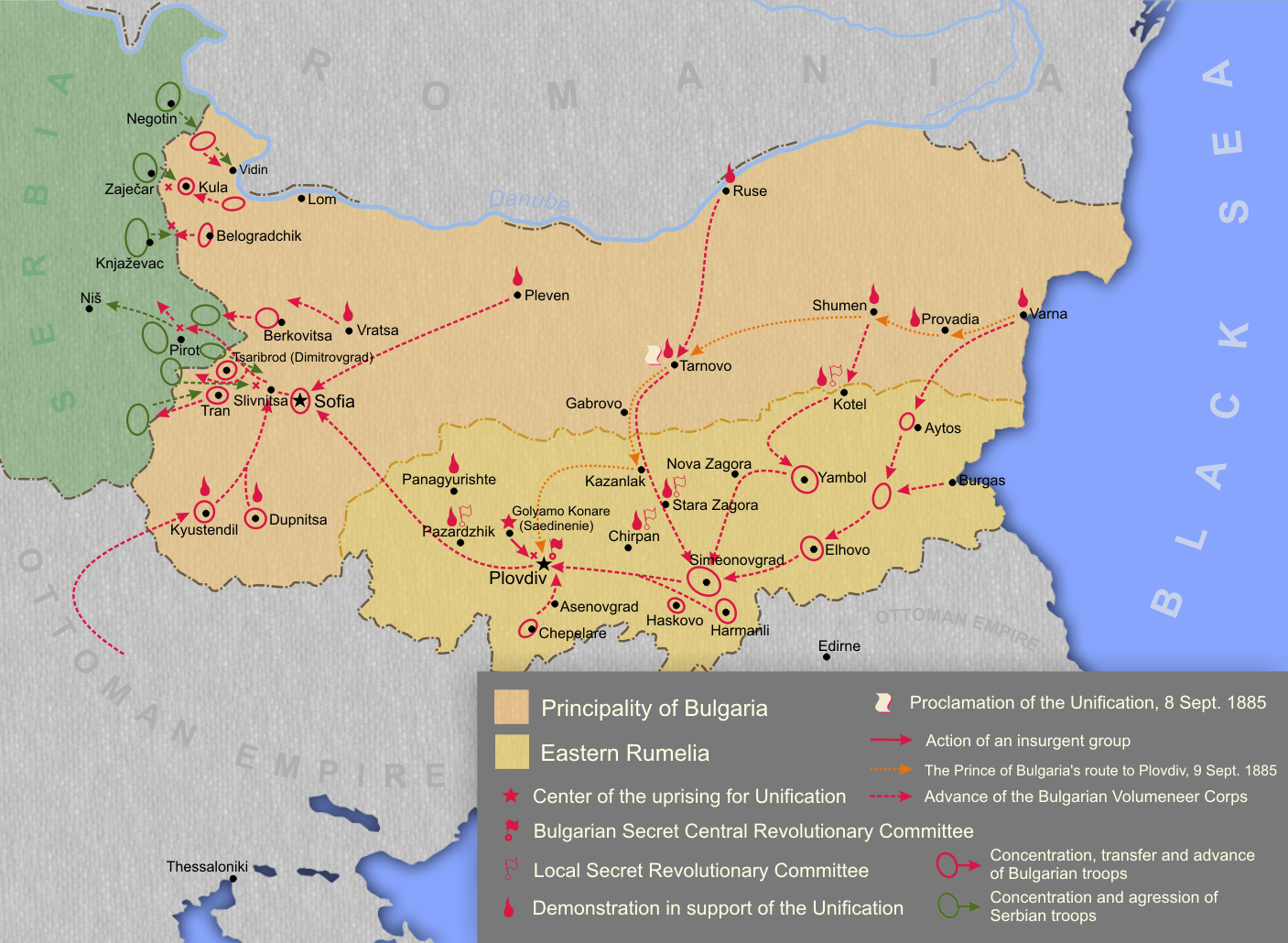
Unificació búlgara i guerra serbo-búlgara

De 18 de setembre [C.J. 6 de setembre] de 1885, Bulgària i la semiautònoma província otomana de Rumèlia Oriental, van declarar la seva unificació a la ciutat de Plòvdiv. Rumèlia Oriental, la població de la qual era predominantment d'ètnia búlgara, havia estat una creació artificial del Congrés de Berlín set anys abans. La unificació es va produir contra la voluntat de les Grans Potències, inclosa Rússia. L'Imperi Austrohongarès havia anat ampliant la seva influència als Balcans i s'hi va oposar particularment. El veí occidental de Bulgària, Sèrbia també temia que això disminuís la seva posició als Balcans. A més, el governant de Sèrbia, Milan I (1868-1889), estava molest perquè els dirigents opositors serbis pro-russos, com Nikola Pašić, que havien protagonitzat la rebel·lió de Timok, havien trobat asil a Bulgària després de la supressió de la rebel·lió per part de l'exèrcit serbi.
Després de la declaració d'unificació, es van produir protestes massives a Grècia, per temor a la creació d'un gran estat búlgar als Balcans; en aquestes protestes es feia una crida al govern grec perquè declarés la guerra a Bulgària. Sèrbia va proposar a Grècia una acció militar conjunta contra Bulgària, però Grècia va rebutjar la proposta.
Atrets per les promeses de suport d'Àustria-Hongria i els guanys territorials procedents de Bulgària (a canvi de concessions als Balcans occidentals), Milan em van declarar la guerra a Bulgària l'14 de novembre [C.J. 2 de novembre] de 1885. L'estratègia militar es basava en el factor sorpresa, ja que Bulgària esperava un atac de l'Imperi Otomà i havia traslladat les seves tropes a prop de la frontera turca, cap al sud-est.
El pretext fou un petit conflicte fronterer, conegut com la disputa de Brègovo. El riu Timok, que formava part de la frontera entre ambdós països, havia canviat lleugerament el seu curs al llarg dels anys. Com a resultat, una casa de la guàrdia de fronteres sèrbia, prop del poble de Brègovo, ara es trobava a la llera búlgara del riu. Després d'algunes peticions rebutjades de Bulgària per evacuar la guàrdia, Bulgària va expulsar les tropes sèrbies per la força.
El 27 de setembre, les tropes sèrbies van travessar la frontera amb Tran, però van ser rebutjades per l'exèrcit búlgar. Un mes més tard, es va produir una segona provocació fronterera. Bulgària va protestar a les Grans Potències, però sense èxit.A finals d'octubre, les tropes van acabar la seva concentració a la frontera i, el 2 de novembre, Sèrbia va declarar la guerra a Bulgària sota el pretext que les tropes búlgares havien envaït zones frontereres. El mateix dia, el príncep búlgar Alexandre Battenberg va emetre un manifest adreçat a tot el poble búlgar:
| « | ... Tots els búlgars capaços de portar armes que vinguin sota les banderes a lluitar per la seva pàtria i la llibertat, per protegir la nostra terra de la invasió d'atacants... | » |

Bulgària envià una nota a totes les Grans Potències, on demanava que intervinguessin com a pacificadors, però no rebé cap resposta. Només l'Imperi Otomà va respondre a la sol·licitud d'ajuda, però va declarar que enviaria les seves tropes per recolzar Bulgària només si el Principat rebutjava la unió amb Rumèlia Oriental.

## Exèrcit serbi
El nombre total de forces armades de Sèrbia que es preveia que participessin en l'operació militar era d'uns 60.000 efectius. El rei Milan vaig dividir la seva força en dos exèrcits, els exèrcits de Nixava i Timok. El primer s'adreçava a l'objectiu principal, és a dir, superar les defenses búlgares al llarg de la frontera oest, conquistar Sofia i avançar cap als alts d'Ihtiman. Va ser allà on l'exèrcit havia d'encontrar i esclafar les forces búlgares procedents del sud-est. Els principals avantatges de Sèrbia en el paper eren millors armes petites i comandants i soldats altament qualificats, que havien guanyat una gran experiència des de les últimes dues guerres contra l'Imperi Otomà.
No obstant això, els problemes interns serbis, agreujats per la conducta del rei Milan en la guerra, van anul·lar la majoria d'aquests avantatges:
Per reclamar tota la glòria per la victòria que considerava imminent, el rei Milan no va cridar els comandants més famosos de les guerres anteriors (el general Jovan Belimarković, el general Đura Horvatović i el general Milojko Lešjanin) per comandar l'exèrcit. En lloc d'això, es va atribuir la funció de comandant suprem de l'exèrcit. Com a cap d'estat major, va nomenar el ministre de Defensa, coronel Jovan Petrović. Aquest era un oficial ben entrenat, però sense molta experiència de guerra. I finalment, va atorgar la major part dels comandaments de divisió a oficials escollits principalment per la seva lleialtat, i no per la seva experiència en la guerra, com ara Petar Topalović de la divisió de Morava que anteriorment havia ordenat a les tropes reprimir la militarment mal organitzada rebel·lió de Timok.
D'altra banda, en subestimar la força militar búlgara i en témer motins per dur a terme una guerra tan impopular (ja tenia l'experiència de la rebel·lió de Timok dos anys abans), va ordenar la mobilització de només la primera classe de la infanteria (reclutes menors de 30 anys), la qual cosa significava mobilitzar només prop de la meitat de les forces sèrbies disponibles. En fer-ho, va privar l'exèrcit serbi dels seus veterans de les anteriors guerres contra l'Imperi Otomà.
L'armament d'infanteria de l'exèrcit serbi s'acostava als estàndards més moderns de l'època (fusells d'un sol tret Mauser-Milovanović amb excel·lents característiques balístiques), i considerats millors que els fusells búlgars. No obstant això, l'artilleria no estava ben equipada, i encara utilitzava canons de càrrega de canó del sistema La Hitte. S'havien encarregat i pagat canons de càrrega ràpida del sistema De Bange, però no va arribar a Sèrbia fins al 1886. D'altra banda, l'exèrcit serbi estava molt poc avesat el seu ús. Aquests nous fusells van passar, sobretot, a mans de soldats inhàbils. A més, hi havia manca de munició: calien almenys 15 milions de cartutxos. Sèrbia va entrar a la guerra amb només 8.700.000 (durant la guerra, la fàbrica de Kragujevac en va fer 300.000 més).

## Condicions de l'exèrcit búlgar

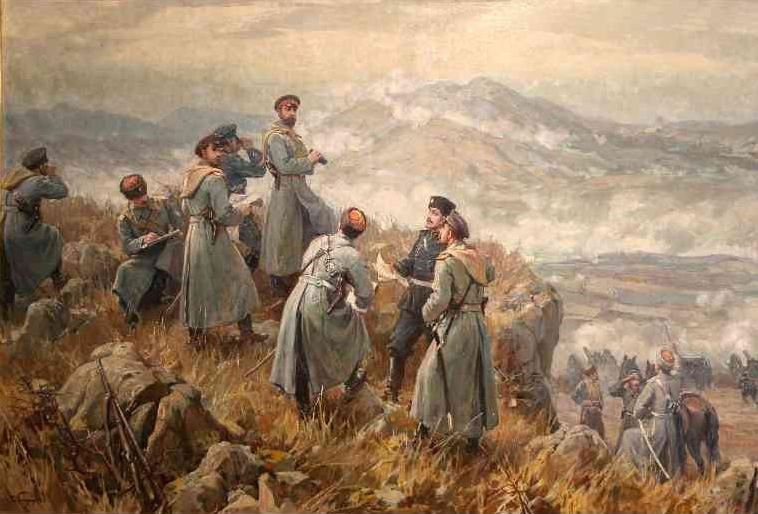
Alexandre de Battenberg durant la batalla de Slivnitsa.

Bulgària es va veure obligada a afrontar l'amenaça sèrbia amb dos greus desavantatges. Primer, quan s'havia declarat la Unificació, Rússia havia retirat (com a mostra de desacord) els seus oficials militars, que fins aleshores havien comandat totes les unitats més grans del jove exèrcit de Bulgària. Els oficials búlgars restants tenien rangs més baixos i no tenien experiència en el comandament d'unitats més grans que un escamot. En segon lloc, atès que el govern búlgar esperava un atac de l'Imperi Otomà, les principals forces de l'exèrcit búlgar estaven situades al llarg de la frontera sud-est. En les condicions de Bulgària de 1885, la seva redistribució a tot el país duraria com a mínim 5-6 dies.
Donat el recent alliberament de Bulgària i la falta d'experiència dels quadres d'oficials, al contrari que Sèrbia, que tenia un gran exèrcit, artilleria i les armes més modernes del seu temps, les expectatives de les grans potències occidentals en aquesta etapa eren una derrota ràpida i completa de Bulgària. Tanmateix, a la superpotència de l'est -Rússia- els punts de vista eres més controvertits. La majoria predeia la derrota dels búlgars, però alguns oficials russos que havien tornat recentment de Bulgària i coneixien bé l'exèrcit búlgar, deien "que els búlgars exterminarien els serbis".

### Avantatges búlgars
El principal avantatge búlgar era el seu fort esperit patriòtic i la seva alta moral, així com el sentiment entre els homes que lluitaven per una causa justa. A més, tot i que les armes petites búlgares eren inferiors a les sèrbies, la seva artilleria era molt superior, feta d'acer modern, i amb canons de càrrega de cremallera dissenyats per Krupp.

### Pla estratègic búlgar
Hi havia dues opinions sobre l'estratègia búlgara: la primera, amb el suport del kniaz Alexandre I, albirava la batalla general sobre els alts d'Ihtiman. L'inconvenient d'aquest pla era que, en aquest cas, la capital Sofia havia de rendir-se sense batalla. Això podria provocar que Sèrbia aturés la guerra i convoqués l'arbitratge dels grans poders. Per aquest motiu, el pla estratègic que finalment fou triat pel comandament búlgar, esperava que el principal xoc es produís a la zona de Slívnitsa. El capità Olimpi Pànov va tenir un paper important en aquesta decisió final.

## Activitats militars

### 16-19 de novembre

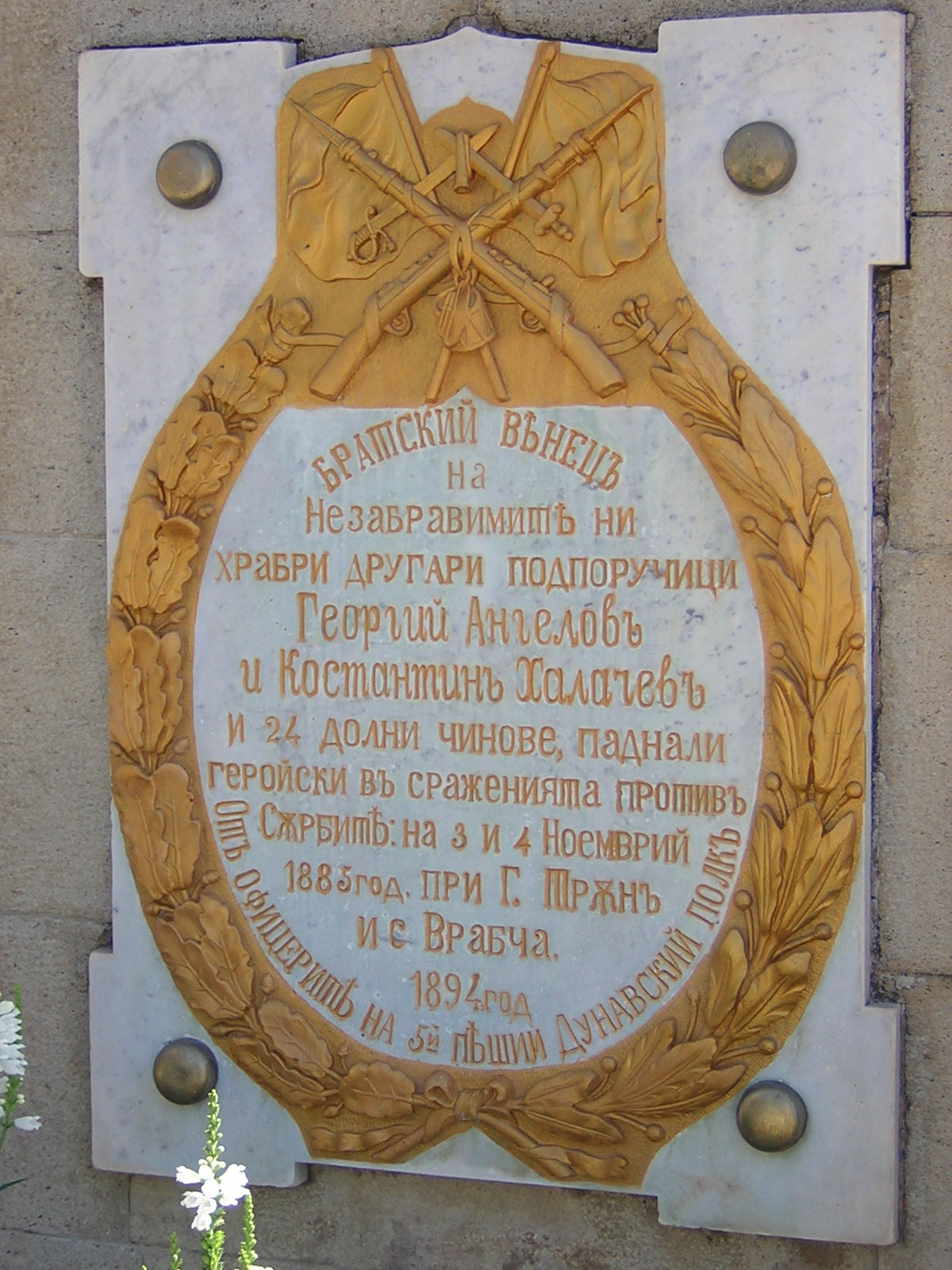
Monument en memòria d'oficials i soldats caiguts en escaramusses frontereres a prop de Tran i Vrabtxa.

El kniaz Alexandre va arribar a la tarda del 16 de novembre per trobar una posició defensiva ben preparada, defensada per 9 batallons, a més d'uns 2000 voluntaris i 32 canons, comandats pel major Gútxev. La posició consistia en prop de 4 km de trinxeres i reductes d'artilleria a banda i banda de la carretera principal en una cresta davant de la ciutat de Slívnitsa. A la dreta es trobava un terreny muntanyós escarpat mentre que l'ala esquerra tenia els turons de Visker més fàcils, en direcció a Breznik.
Les tres divisions centrals de Sèrbia també van arribar el 16 de novembre i es van detenir a recuperar-se després de la ferotge acció de retard búlgara al pas de Dragoman. La divisió de Morava estava a certa distància del seu objectiu, Breznik, que es trobava al sud. L'avanç del nord es va estancar al llarg del Danubi.

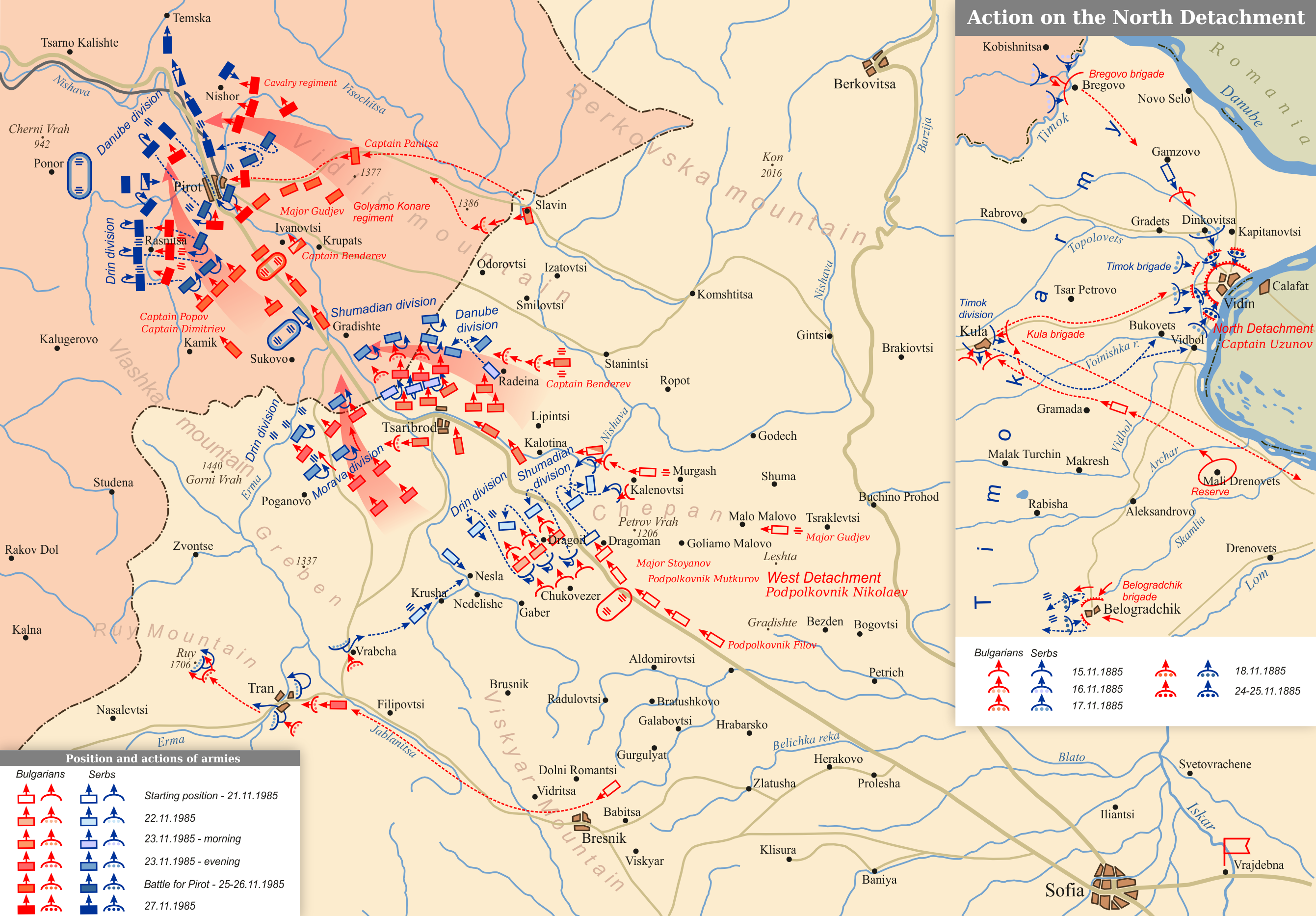
Contraofensiva de l'Exèrcit búlgar (22-27.XI.1885)

El matí del 17 de novembre es va llevar amb pluja i boira, però no pas amb l'esperat atac serbi. A les 10 del matí, Alexandre va ordenar que tres batallons avancessin a la dreta. Van sorprendre la divisió del Danubi, que finalment es va reagrupar i els va fer retrocedir. El principal atac serbi va començar al centre, sense gaire suport d'artilleria, que no tenia prou abast. El pes del foc búlgar els va obligar a retrocedir amb unes 1.200 baixes. Una columna de relleu, dirigida pel capità Bènderev, va reconquerir els alts a la dreta i va obligar la divisió del Danubi a tornar a la carretera.
A trec d'alba, el 18 de novembre, els serbis van atacar el flanc esquerre més feble de la línia búlgara. Just a temps van arribar dos batallons del Regiment de Preslav per reforçar la posició. Es van produir més atacs al centre, que foren rebutjats amb un gran nombre de víctimes sèrbies, i Bènderev va capturar dues posicions més a les muntanyes.
El 19 de novembre, els serbis van concentrar dues divisions per atacar l'esquerra búlgara a prop de Karnul (avui Delian, província de Sofia) en un intent d'unir-se a la divisió de Morava. No obstant això, tres batallons de tropes búlgares liderades pel capità Popov de Sofia havien mantingut la divisió de Morava als turons de Visker i l'atac envoltant va fracassar. Alexandre llavors va ordenar un contraatac que va empènyer els serbis a tots dos flancs, tot i que la nit va impedir un col·lapse total.

### 19–28 de novembre

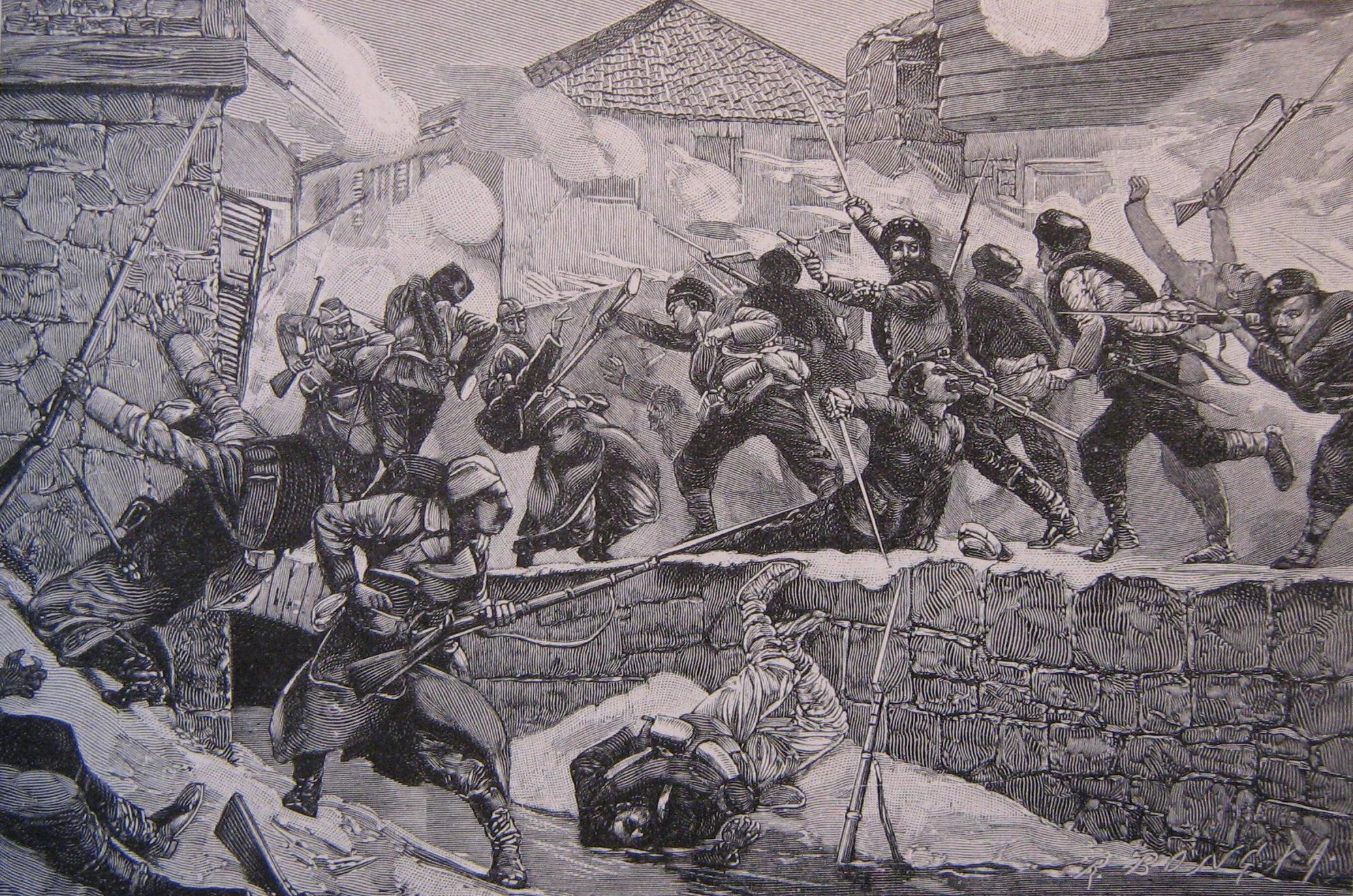
Batalla de Pirot.

Slivnitsa fou la batalla decisiva de la guerra. Els serbis van lluitar només amb accions limitades de rereguarda a mesura que es retiraven i el 24 de novembre van tornar a Sèrbia. La divisió Timok al nord va continuar el setge de Vidin fins al 29 de novembre.
El principal exèrcit búlgar va travessar la frontera amb dues divisions fortes (Gútxev i Nikolàev), recolzades per columnes flanquejants i convergents a Pírot. L'exèrcit serbi va cavar trinxeres als turons de l'oest de la ciutat. El 27 de novembre, l'exèrcit búlgar va flanquejar la part dreta de la posició sèrbia amb el kniaz Alexandre dirigint personalment l'atac final. Els serbis van abandonar Pirot, es van retirar cap a Niš i van cridar a una mobilització general dels seus reservistes militars, però aquests no van arribar al front davant l'alto el foc.

## Final de la guerra i tractat de pau
Després de la convincent victòria búlgara a Pírot, l'exèrcit serbi s'enfrontava a una derrota total. L'exèrcit búlgar ja es preparava per atacar Niš, però el 28 de novembre [C.J. 16 de novembre] de 1885 el ministre plenipotenciari austrohongarès a Belgrad, el comte Rudolf von Khevenhüller-Metsch arribà al quarter general de l'exèrcit de Bulgària a Pirot i instà el príncep búlgar Alexandre I d'interrompre la següent ofensiva. Khevenhüller amenaçà amb la intervenció de les tropes austrohongareses en el conflicte i la possible intervenció russa. El governant búlgar es veié obligat a acceptar. Com a línia de demarcació, se seleccionà la línia fronterera actual.
Les converses frontereres entre Bulgària i Sèrbia començaren el 21 de desembre [C.J. 9 de desembre] de 1885. El tractat de pau fou signat a Bucarest el 3 de març [C.J. 19 de febrer] de 1886.
La victòria va tenir un paper important en l'enfortiment de la situació internacional de Bulgària i en el reconeixement de la unificació.
La derrota de Sèrbia reforçà la insatisfacció del poble amb el rei Milan. El 1889, després de tres anys d'inestabilitat política, va abdicar a favor del seu fill.

## En la cultura popular
La guerra serbo-búlgara constitueix l'escenari de l'obra Armes i l'home de George Bernard Shaw (1885)